# Corrent del Carib
El Corrent del Carib és un corrent marí d'aigua càlida que flueix cap al mar del Carib des de l'est, al llarg de la costa de Sud-amèrica. El corrent és el resultat del Corrent Equatorial del Sud de l'Atlàntic que flueix cap al nord al llarg de la costa del Brasil. Com el corrent gira a través del canal de Yucatán, també és anomenat com el corrent de Yucatán.

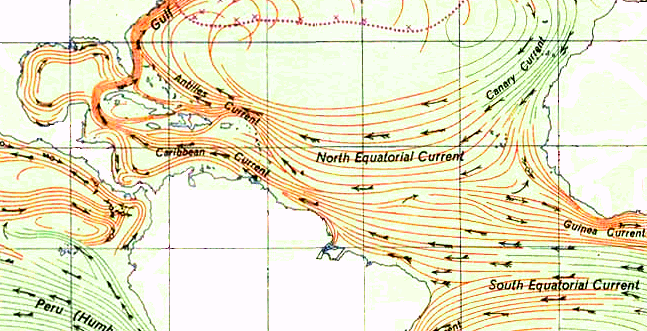
Corrents atlàntiques.